# 金蔵寺 (横浜市)
金蔵寺（こんぞうじ）は、神奈川県横浜市港北区にある天台宗の寺院である。正式には清林山 仏乗院 金蔵寺という。また、別称を国家鎮護道場という。

## 概要
本尊は天台宗第五代座主・智証大師（ちしょうだいし）作と伝えられる大聖不動明王。横浜七福神の一つで寿老人が祀られている。
平安時代の貞観年間（859年～876年）に清和天皇の勅願により智証大師が創建したと伝えられる。
裏山に日吉山王権現を祀る日吉社があり、日吉の地名の起源とされている。
江戸時代には寛永寺の末寺として栄え、敷地面積は2万坪を誇る。徳川将軍家の庇護の元、江戸幕府初代と二代将軍である徳川家康・秀忠父子により梵鐘が寄進され現存している。
境内には当寺が経営する金蔵寺幼稚園があったが、平成20年3月31日で廃園となった。

## ギャラリー

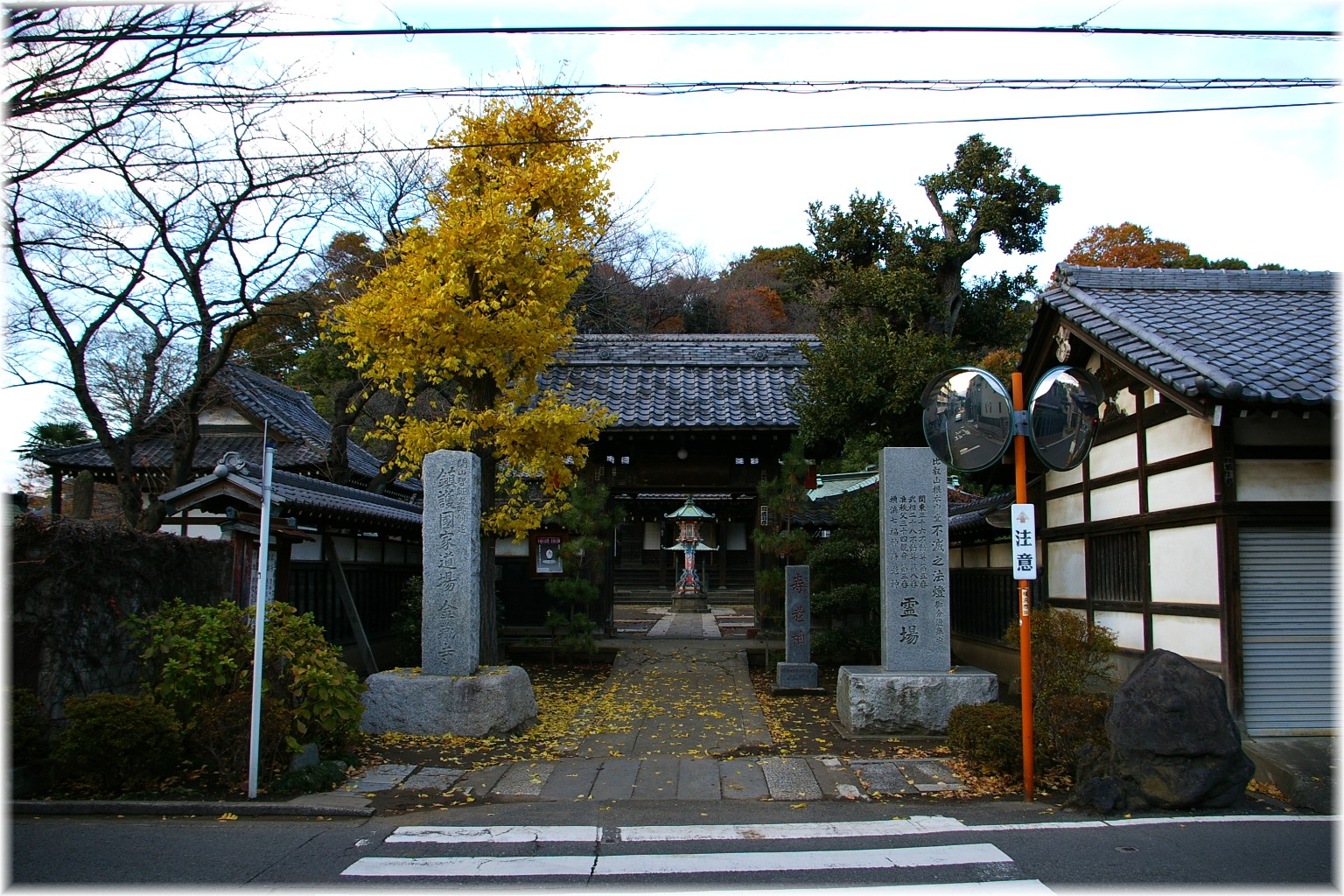
参道の様子
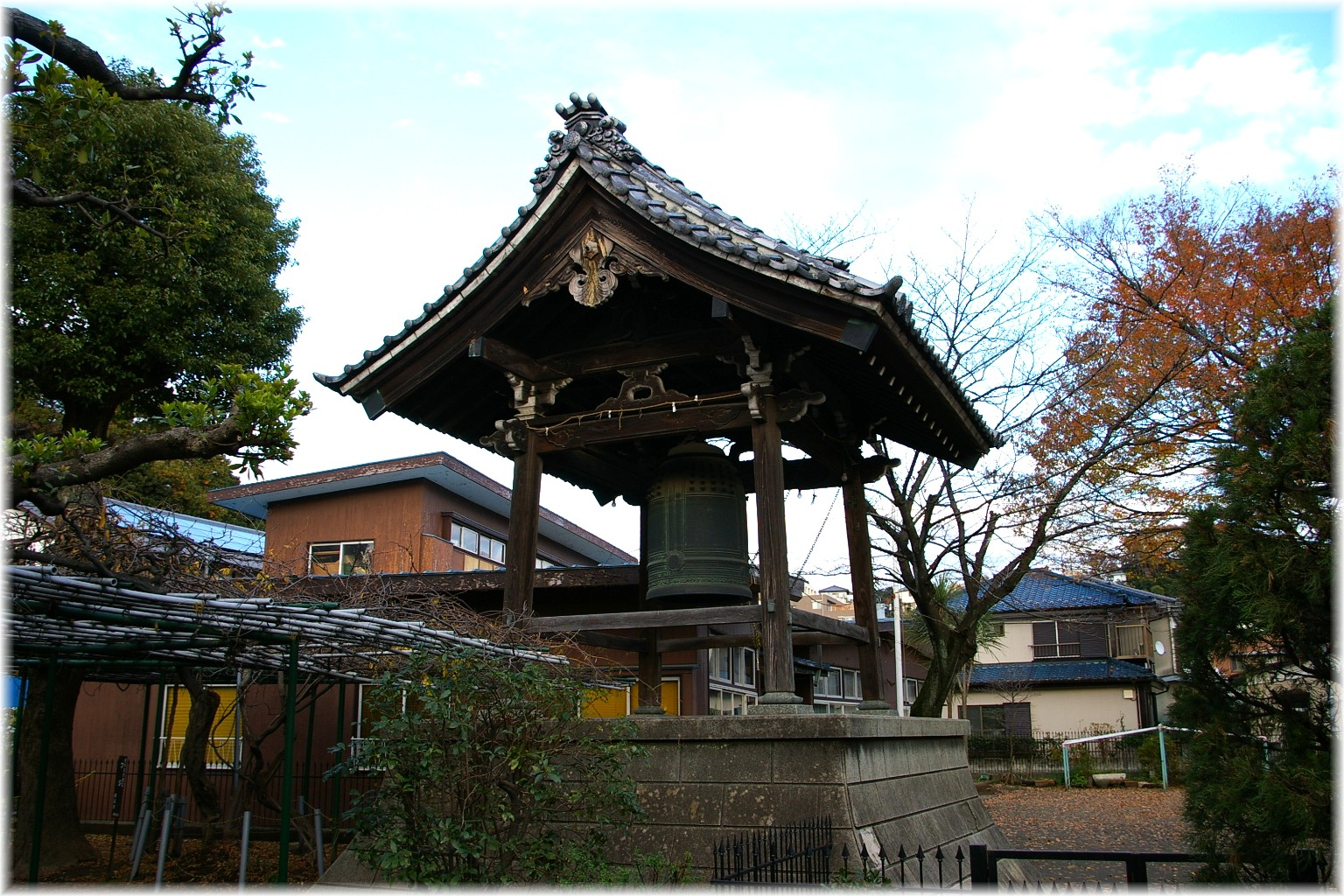
鐘楼
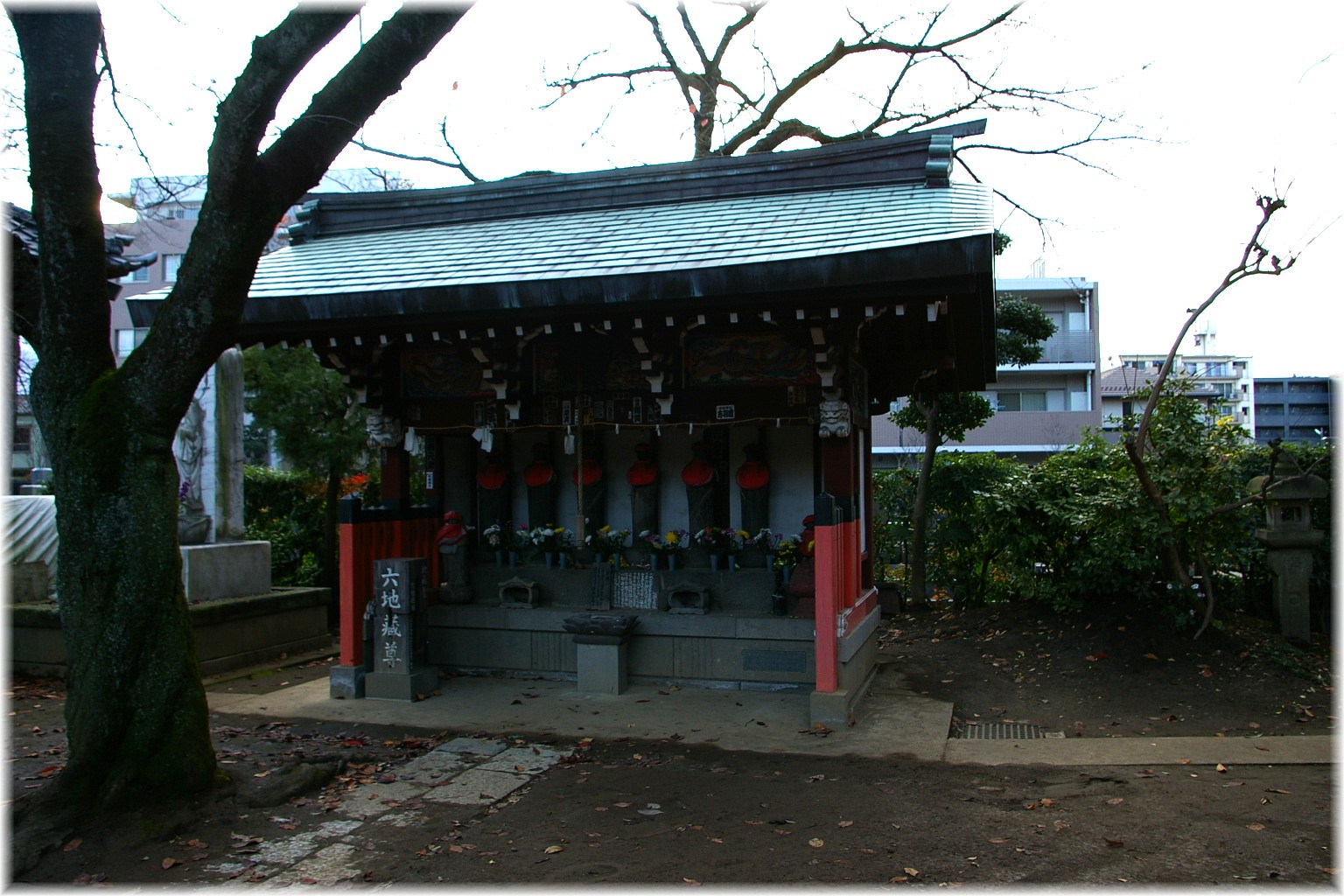
六地蔵
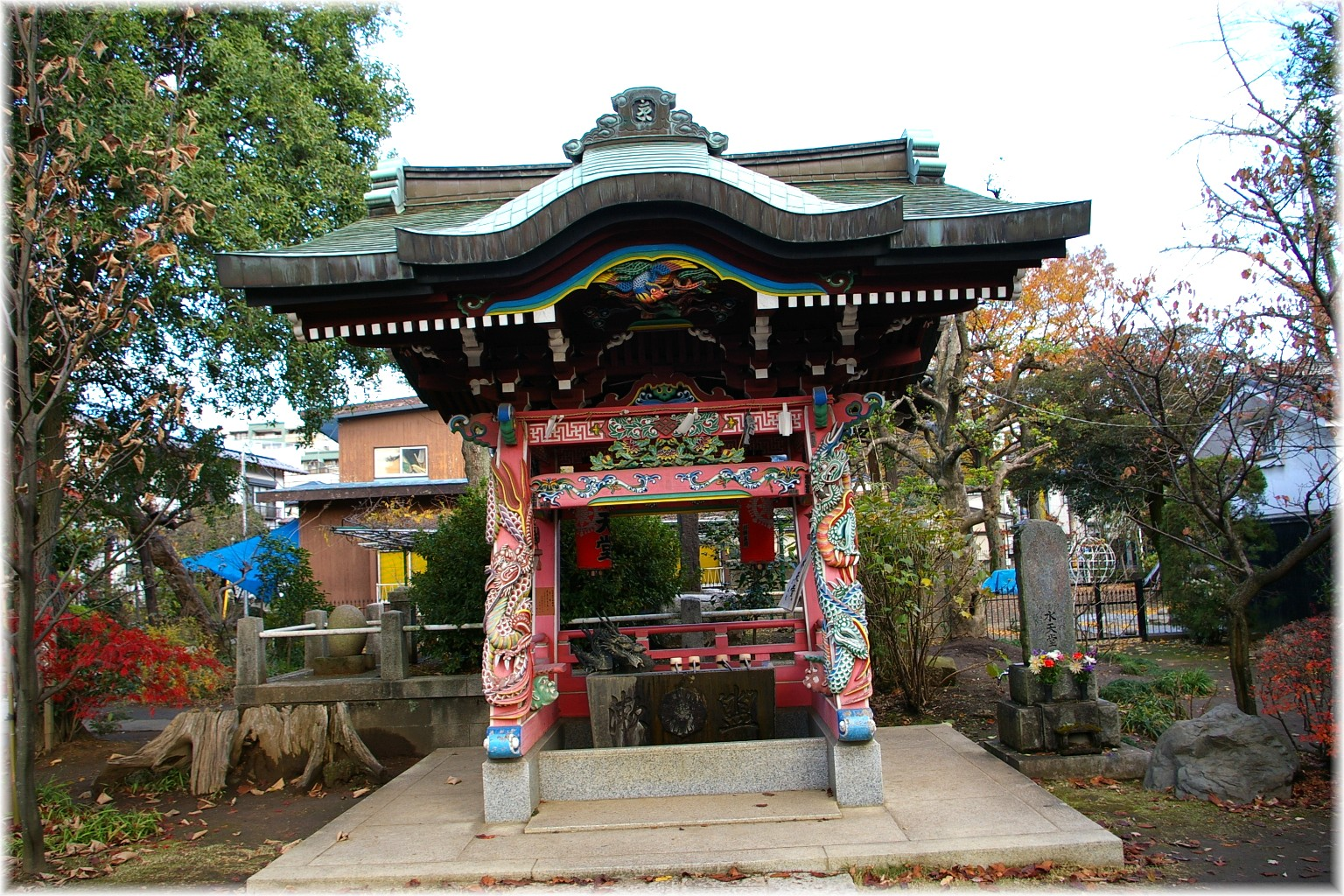
水盤舎

## 交通アクセス
電車
- 横浜市営地下鉄グリーンライン 日吉本町駅下車、東方向に徒歩約6分。
- 東急東横線 日吉駅下車、南西方向に徒歩約10分。

バス
- 東急バス日51・日52系統　「日吉台中学校」下車、北東方向に徒歩約4分。